# Wehrgedanken des Auslandes

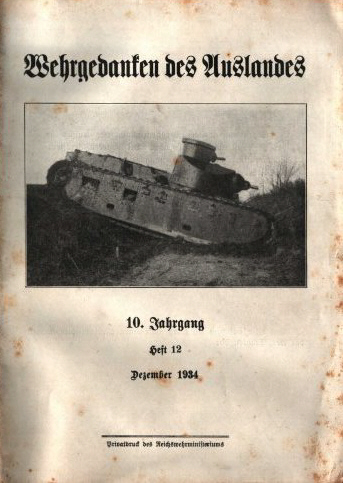
Ausgabe der „Wehrgedanken des Auslandes“ von 1934

Die Wehrgedanken des Auslandes war eine monatliche militärische Fachzeitschrift, die von 1931 bis 1939 im Deutschen Reich erschien.
Ab 1925 gab das Reichswehrministerium als „Privatdruck“ die Zeitschrift „Kriegs- und militärorganisatorische Gedanken und Nachrichten aus dem Auslande“ heraus. Zunächst erschienen die Hefte unregelmäßig in jährlich bis zu 24 Ausgaben. Erst im Jahre 1931 erfolgte eine Reorganisation: Ab diesem Zeitpunkt hieß die Zeitschrift „Wehrgedanken des Auslandes“ und erschien monatlich. Die letzte Ausgabe war diejenige vom August 1939, bevor die Herausgabe mit dem Beginn des Zweiten Weltkrieges (1939–1945) eingestellt wurde.
Die Führung der Reichswehr verfolgte mit der Herausgabe dieser und ähnlicher Zeitschriften die „Stärkung der deutschen Wehrkraft“. Durch die Einschränkungen des Versailler Vertrages (28. Juni 1919) war es den deutschen Streitkräften nicht gestattet, moderne Waffensysteme zu besitzen. Um sich dennoch auf den „Krieg der Zukunft“ vorzubereiten und dafür sowohl Offizierskorps als auch Öffentlichkeit zu sensibilisieren, sollten die progressiven militärischen Ideen ausländischer Militärs bekannt gemacht und diskutiert werden.
Der Inhalt der „Wehrgedanken des Auslandes“ bestand neben Artikeln zu allgemeinen Informationen über ausländische Streitkräfte vor allem aus Übersetzungen militärischer Grundsatzartikel oder deren zusammenfassender Wiedergabe. Teilweise wurden diese Berichte wiederum in anderen Fachzeitschriften (z. B. „Militär-Wochenblatt“ oder „Wissen und Wehr“) abgedruckt. So wurden die Werke führender Militärtheoretiker wie John Frederick Charles Fuller, Basil Liddell Hart, Giulio Douhet und Charles de Gaulle im Deutschen Reich bekannt gemacht. Insgesamt wurde die zeitgenössische militärische Literatur aus mehr als 15 Ländern diskutiert, wobei das Hauptaugenmerk auf dem Vereinigten Königreich, Frankreich und den Vereinigten Staaten lag. Thematisch waren die ausgewählten Artikel breit gefächert. Neben den Theorien zum Luftkrieg, der Kriegswirtschaft und Kommandostrukturen befasste man sich auch mit der militärischen Jugendausbildung, Fragen zur Wehrpflicht und der chemischen Kriegführung.